# 裂瓣紫堇
裂瓣紫堇（学名：Corydalis radicans），为罂粟科紫堇属下的一个植物种。